# Scambus canadensis
Scambus canadensis là một loài tò vò trong họ Ichneumonidae.